# سيدي عكاشة
سيدي عكاشة  إحدى بلديات ولاية الشلف التابع لـ دائرة تنس.